# Інстантон
Інстантон (англ. instanton) — локалізований у часі (на відміну від солітона — локалізованого в просторі) розв'язок рівняння руху, сформульованого в уявному часі. Наприклад, задача про рух частинки в двоямному потенціалі {\displaystyle V=\lambda (x^{2}-\eta ^{2})^{2}} з мінімумами, розташованими в точках {\displaystyle x=\pm \eta }, після виконання аналітичного продовження {\displaystyle \tau =it} (переходу в уявний час), приводить до рівняння руху
Розв'язок цього рівняння для двоямного потенціалу може бути поданий у такому вигляді (див. огляд)
Він визначений від {\displaystyle x(-\infty )=-\eta } до {\displaystyle x(\infty )=\eta }, при цьому {\displaystyle \omega ^{2}=8\lambda \eta ^{2}}, {\displaystyle \tau _{0}} — вільний параметр, що визначає «центр» інстантона.